# Neo – Die sozialliberale Mitte
neo – Die sozialliberale Mitte (bis 2023 Christlichsoziale Volkspartei Oberwallis CSPO) ist eine politische Partei im deutschsprachigen Teil des Kantons Wallis. Sie steht in der christlichsozialen Tradition und ist Teil der nationalen Mitte-Partei.

## Parteipräsidenten
| Amtszeit  | Name                          |
| --------- | ----------------------------- |
| 1949–195? | Leo Guntern                   |
| 1955–1965 | Wolfgang Loretan              |
| 1965–1973 | Hans Wyer                     |
| 1973–1974 | Louis Carlen                  |
| 1974–1984 | Peter Bloetzer                |
| 1984–1989 | Odilo Guntern                 |
| 1989–1993 | Wilhelm Schnyder              |
| 1993–1994 | Adolf Anthamatten             |
| 1994–2002 | Paul Inderkummen              |
| 2002–2008 | Andreas Biner                 |
| 2008–2009 | Graziella Walker Salzmann     |
| 2009–2013 | Valentin Cina                 |
| 2014–2019 | Alex Schwestermann            |
| 2019–2022 | Konstantin Bumann             |
| seit 2022 | Marie-Claude Schöpfer-Pfaffen |

## Fraktionspräsidenten
| Amtszeit  | Name                      |
| --------- | ------------------------- |
| 1951–1961 | Leo Guntern               |
| 1961–1965 | Josef Bittel              |
| 1965–1969 | Leo Stoffel               |
| 1969–1973 | Peter Steffen             |
| 1973–1977 | Anton Bellwald            |
| 1977–1981 | René Zuber                |
| 1981–1986 | Wilhelm Schnyder          |
| 1986–1989 | Adolf Anthamatten         |
| 1989–1992 | Erwin Leiggener           |
| 1992–1995 | Odilo Schmid              |
| 1995–2001 | Thomas Gsponer            |
| 2001–2005 | Fredy Huber               |
| 2005–2007 | Gilbert Loretan           |
| 2007–2009 | Thomas Brunner            |
| 2009–2013 | Graziella Walker Salzmann |
| 2013–2021 | Diego Clausen             |
| seit 2021 | Martin Kalbermatter       |

## Abgeordnete im Grossen Rat
Die Anzahl der CSPO-Grossräte im Verhältnis zur Sitzzahl des Oberwallis:
| Legislatur | Sitze     |
| ---------- | --------- |
| 1953–1957  | 14 von 40 |
| 1957–1961  | 15 von 40 |
| 1961–1965  | 17 von 40 |
| 1965–1969  | 17 von 41 |
| 1969–1973  | 19 von 41 |
| 1973–1977  | 18 von 41 |
| 1977–1981  | 16 von 41 |
| 1981–1985  | 15 von 41 |
| 1985–1989  | 16 von 41 |
| 1989–1993  | 15 von 41 |
| 1993–1997  | 14 von 40 |
| 1997–2001  | 14 von 40 |
| 2001–2005  | 13 von 40 |
| 2005–2009  | 15 von 39 |
| 2009–2013  | 14 von 39 |
| 2013–2017  | 12 von 38 |
| 2017–2021  | 10 von 34 |
| 2021–2025  | 8 von 33  |
| 2025–2029  | 7 von 32  |

## Vertreter auf kantonaler und eidgenössischer Ebene

### Staatsrat
Folgende Personen waren CSPO-Staatsräte:
| Amtszeit  | Name             |
| --------- | ---------------- |
| 1948–1965 | Oskar Schnyder   |
| 1965–1977 | Wolfgang Loretan |
| 1977–1993 | Hans Wyer        |
| 1993–2005 | Wilhelm Schnyder |
| 2017–2025 | Roberto Schmidt  |

### Nationalrat
Folgende Personen waren CSPO-Nationalräte:
| Amtszeit            | Name            |
| ------------------- | --------------- |
| 1952–1967           | Leo Stoffel     |
| 1967–1977           | Hans Wyer       |
| 1977–1987           | Herbert Dirren  |
| 1987–1995           | Franz Hildbrand |
| 1995–2003           | Odilo Schmid    |
| 2007–2011 2015–2017 | Roberto Schmidt |
| 2017–2019           | Thomas Egger    |

### Ständerat
Folgende Personen waren CSPO-Ständeräte:
| Amtszeit  | Name            |
| --------- | --------------- |
| 1959–1967 | Leo Guntern     |
| 1975–1983 | Odilo Guntern   |
| 1991–1999 | Peter Bloetzer  |
| 2007–2015 | René Imoberdorf |